# Коттон, Генри Эндрюс
Генри Эндрюс Коттон (англ. Henry Andrews Cotton, 18 мая 1876 — 8 мая 1933) — американский психиатр и медицинский директор Государственной больницы Нью-Джерси в Трентоне (ныне Психиатрическая больница Трентона).

## Биография
Во время своего пребывания в должности с 1907 по 1930 Коттон и его сотрудники применяли к пациентам методы экспериментальной хирургии и бактериологии, которые включали рутинное удаление некоторых или всех зубов пациентов, а также миндалин, селезёнки, толстой кишки, яичников и других органов. Эта псевдонаучная практика сохранялась даже после того, как статистические обзоры опровергли заявления Коттона о высоких показателях излечения и выявили высокий уровень смертности в результате этих процедур.
Коттон стал медицинским директором государственной больницы Нью-Джерси в Трентоне в возрасте 30 лет. В качестве директора Коттон внёс изменения в работу больницы, такие как отмена механических ограничений и требование ежедневных собраний персонала для обсуждения амбулаторного лечения. Коттона вдохновляли новые медицинские исследования XX века, и он придерживался убеждения, что различные психические заболевания вызываются не вылеченными инфекциями в организме. Эта теория, названная биологической психиатрией, была представлена ему доктором Адольфом Мейером и контрастировала с евгеническими теориями той эпохи, которые подчёркивали наследственность. В то время Коттон был ведущим практикующим специалистом в области биологической психиатрии в Соединённых Штатах.